# Paranemastoma umbo
Espèce
Synonymes
- Nemastoma umbo Roewer, 1951

Paranemastoma umbo est une espèce d'opilions dyspnois de la famille des Nemastomatidae.

## Distribution
Cette espèce est endémique de Géorgie. Elle se rencontre vers Soukhoumi.

## Description
Le mâle holotype mesure 4 mm.

## Systématique et taxinomie
Cette espèce a été décrite sous le protonyme Nemastoma umbo par Roewer en 1951. Elle est placée dans le genre Paranemastoma par Staręga en 1978.

## Publication originale
- Roewer, 1951 : « Über Nemastomatiden. Weitere Weberknechte XVI. » Senckenbergiana, vol. 32, p. 95–153.